# Las 3000 Viviendas
Las Tres Mil Viviendas es un barrio no oficial de la ciudad de Sevilla, compuesto a su vez por partes de seis barriadas pertenecientes al Polígono Sur: Paz y Amistad, Antonio Machado, Martínez Montañés, Murillo, con una superficie total de 145 hectáreas.
Dos de estas barriadas, la de Murillo (también llamada las 800 Viviendas) y especialmente la barriada Martínez Montañés, también conocida como «Las 624 Viviendas» o «Las Vegas», se consideran de los barrios marginales más peligrosos de Sevilla, con frecuentes apariciones en los medios de comunicación, por lo que han terminado por apropiarse del nombre original de «Las 3000 Viviendas», y darle la fama a todo el núcleo.

## Historia

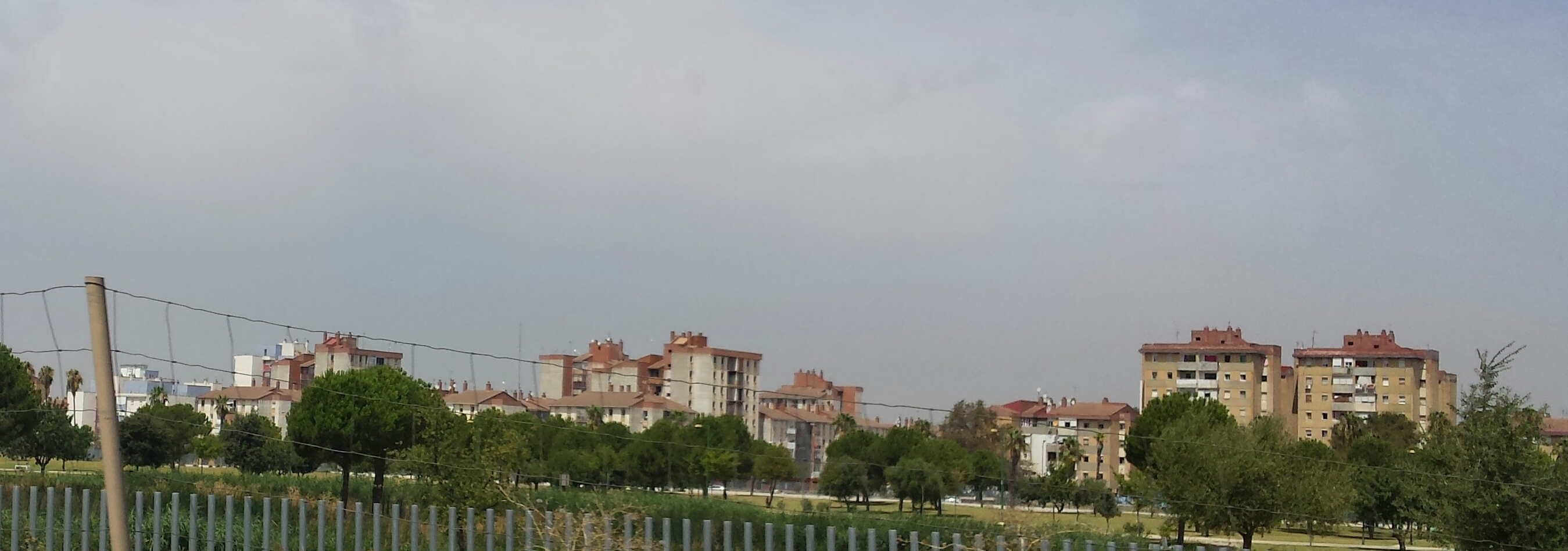
Las tres mil viviendas de Sevilla desde la ronda de circunvalación SE-30

Su construcción fue concedida por el Ministerio de la Vivienda al Ayuntamiento de Sevilla en 1968, y se concluyó en 1977. Ya desde el inicio comenzó a considerarse una zona insegura.
Al principio acogió a personas provenientes de zonas chabolistas como La Corchuela o El Vacie, y otras que deseaban mejorar de vivienda, como Torreblanca de los Caños y Los Pajaritos, adjudicándose en su momento los pisos en régimen de propiedad aplazada.
Apenas diez años después de su entrega, en muchos de los bloques de pisos carecían de la mayoría de sus servicios originales, como agua caliente o ascensores, que ya no estaban operativos porque habían sido robados los motores. Es considerada como un claro exponente de «chabolismo vertical», en el que sus habitantes conviven con animales más o menos domésticos.
Se han publicado varias noticias sobre reyertas, tiroteos e incautaciones de armas, que van desde katanas hasta fusiles de asalto Kalashnikov, pasando por subfusiles UZI, además de estupefacientes.
En algunas épocas los servicios públicos de bomberos, limpieza y transporte (bomberos, LIPASAM, TUSSAM) han tenido que acceder al barrio escoltados por temor a sufrir amenazas, agresiones o hurtos. Especialmente tras producirse episodios violentos contra dichos servicios en los núcleos mas conflictivos, o durante reyertas entre clanes de la zona.

## Flamenco
El barrio destaca por la profusión de artistas flamencos procedentes del mismo, como pueden ser los hermanos Raimundo Amador y Rafael Amador, que formaron el dúo Pata Negra, Emilio Caracafé, Ramón Quilate, Luis de los Santos, José Jiménez (Bobote), Rafael (el Eléctrico), Martín Revuelo, Juana Revuelo, Martín Revuelo Hijo, Pelayo (el Torrao) o Pepe (el Quemao).